# Arquenay
Arquenay és un municipi francès situat al departament de Mayenne i a la regió de País del Loira. L'any 2007 tenia 640 habitants.

## Demografia

### Població
El 2007 la població de fet d'Arquenay era de 640 persones. Hi havia 214 famílies de les quals 34 eren unipersonals (17 homes vivint sols i 17 dones vivint soles), 73 parelles sense fills, 98 parelles amb fills i 9 famílies monoparentals amb fills.
La població ha evolucionat segons el següent gràfic:
Habitants censats

### Habitatges
El 2007 hi havia 245 habitatges, 219 eren l'habitatge principal de la família, 17 eren segones residències i 9 estaven desocupats. Tots els 244 habitatges eren cases. Dels 219 habitatges principals, 167 estaven ocupats pels seus propietaris, 45 estaven llogats i ocupats pels llogaters i 6 estaven cedits a títol gratuït; 1 tenia una cambra, 3 en tenien dues, 21 en tenien tres, 54 en tenien quatre i 139 en tenien cinc o més. 158 habitatges disposaven pel capbaix d'una plaça de pàrquing. A 94 habitatges hi havia un automòbil i a 113 n'hi havia dos o més.

### Piràmide de població
La piràmide de població per edats i sexe el 2009 era:
| Homes | Edats   | Dones |
| ----- | ------- | ----- |
| 0     | 95 o +  | 0     |
| 0     | 90 a 94 | 4     |
| 0     | 85 a 89 | 4     |
| 0     | 80 a 84 | 4     |
| 8     | 75 a 79 | 16    |
| 12    | 70 a 74 | 4     |
| 20    | 65 a 69 | 24    |
| 0     | 60 a 64 | 12    |
| 4     | 55 a 59 | 8     |
| 8     | 50 a 54 | 4     |
| 16    | 45 a 49 | 16    |
| 20    | 40 a 44 | 20    |
| 24    | 35 a 39 | 24    |
| 24    | 30 a 34 | 12    |
| 16    | 25 a 29 | 24    |
| 4     | 20 a 24 | 4     |
| 16    | 15 a 19 | 12    |
| 24    | 10 a 14 | 24    |
| 24    | 5 a 9   | 28    |
| 28    | 0 a 4   | 24    |

## Economia
El 2007 la població en edat de treballar era de 399 persones, 316 eren actives i 83 eren inactives. De les 316 persones actives 291 estaven ocupades (168 homes i 123 dones) i 25 estaven aturades (9 homes i 16 dones). De les 83 persones inactives 23 estaven jubilades, 33 estaven estudiant i 27 estaven classificades com a «altres inactius».

### Ingressos
El 2009 a Arquenay hi havia 219 unitats fiscals que integraven 616 persones, la mediana anual d'ingressos fiscals per persona era de 16.675,5 €.

### Activitats econòmiques
Dels 19 establiments que hi havia el 2007, 1 era d'una empresa extractiva, 2 d'empreses de fabricació d'altres productes industrials, 7 d'empreses de construcció, 7 d'empreses de comerç i reparació d'automòbils, 1 d'una empresa d'hostatgeria i restauració i 1 d'una empresa immobiliària.
Dels 6 establiments de servei als particulars que hi havia el 2009, 1 era un taller de reparació d'automòbils i de material agrícola, 1 paleta, 3 guixaires pintors i 1 electricista.
L'únic establiment comercial que hi havia el 2009 era una botiga de roba.
L'any 2000 a Arquenay hi havia 48 explotacions agrícoles que ocupaven un total de 1.890 hectàrees.

## Equipaments sanitaris i escolars
El 2009 hi havia una escola elemental.

## Poblacions més properes
El següent diagrama mostra les poblacions més properes.